# Вінодол
Вінодол (словац. Vinodol) — село, громада округу Нітра, Нітранський край. Кадастрова площа громади — 14.98 км².
Населення 2005 осіб (станом на 31 грудня 2018 року).

## Історія
Вінодол згадується 1113 року.

## Населення
| Рік:            | 1994. | 2004.   | 2014.   | 2024.   |
| --------------- | ----- | ------- | ------- | ------- |
| Кількість осіб: | 1729  | 1891    | 1983    | 2034    |
| Різниця:        |       | +9,36 % | +4,86 % | +2,57 % |

| Рік:            | 2023. | 2024.   |
| --------------- | ----- | ------- |
| Кількість осіб: | 2046  | 2034    |
| Різниця:        |       | -0,58 % |